# Georges Cukierman
Georges Cukierman (11 de junho de 1926 - 17 de abril de 2020) foi um ativista comunista e membro da resistência francesa. Ele foi avô da senadora francesa Cécile Cukierman.
Cukierman ingressou no Mouvement Jeunes Communistes de France em 1942. Após a Segunda Guerra Mundial, ele trabalhou como secretário de Frédéric Joliot-Curie, e depois como colaborador de Jacques Duclos em Montreuil e Fernande Valignat.
Foi presidente do Comité pour la mémoire des enfants déportés parce que nés Juifs (CMEDJ), criado em 2001 pela sua esposa Raymonde-Rebecca Cukierman.